# 李家超
李家超，大紫荊勳賢，SBS，PDSM，PMSM（1957年12月7日—），香港政治人物，現任香港特別行政區行政長官兼任國家安全委員會主席。曾任警務處副處長、保安局副局長、保安局局長及政務司司長等政府職務，是香港歷史上首位紀律部隊出身的行政長官。
1977年，李家超加入皇家香港警察任職見習督察，之後在警隊內一直晉升，至1997年7月晉升為總警司（首長級職級），曾主管刑事情報科情報搜集組、西九龍總區重案組及情報組、毒品調查科以及有組織罪案及三合會調查科等多個部門。2010年3月，李家超獲委任為警務處副處長（管理）。
2012年獲聘任保安局副局長，結束逾30年警隊生涯。及後至2017年7月，李家超再晉升為保安局局長，是主權移交後首位警察出身的保安局局長。李家超在2021年6月接任政務司司長，成為香港歷史上首位紀律部隊出身的司長。同年7月6日獲委任為特區候選人資格審查委員會主席。
2022年4月6日，李家超宣布辭任政務司司長一職並參加行政長官選舉，4月7日辭呈獲中華人民共和國國務院批准，之後成為選舉唯一候選人。5月8日，李家超在選舉中獲得1,416張支持票，當選第6任香港特別行政區行政長官，得票率超過99%，雖然只有一位候選人，但也聲稱創下歷史新高，亦是首位紀律部隊出身的行政長官。
李家超也是繼林鄭月娥後第二位因在反對逃犯條例修訂草案運動期間參與鎮壓示威而被美國制裁的行政長官。

## 早期生活
李家超籍貫廣東廣州市番禺區，上有1名兄長，早年在九龍蘇屋邨杜鵑樓長大，1970年畢業於深水埗五邑工商總會學校，中學就讀於耶穌會的九龍華仁書院，也是天主教徒，同時練了20年多的氣功，40多歲時每天用1小時練氣功，已經有些修為。因家庭原因放棄入讀香港大學，中七畢業後加入皇家香港警察養家。

## 公職生涯

### 警務處
1977年成功投考皇家香港警察，加入香港警務處，成為見習督察，後在1989年晉升至警司（憲委級職級）。
1997年，李家超獲晉升為總警司（首長級職級）。在任期間，曾經駐守於偵緝及情報等多個部門，及曾經出任不同偵緝部門的主管，包括刑事情報科情報搜集組、西九龍總區重案組及情報組、毒品調查科以及有組織罪案及三合會調查科等等，擁有豐富偵緝經驗。及後，李家超透過警隊與查爾斯史都華大學的合作計劃，取得公共行政碩士學位。
2002年，李家超被借調至保安局，以研究有關電腦罪行的立法等事宜，調回警務處後領導投訴及內部調查科投訴警察課。2003年，李家超獲警務處保送至英國倫敦的皇家防衛學院進修，同年回港，獲晉升為警務處助理處長，出任西九龍總區指揮官。2005年7月，李家超出任刑事部主管，在任期間親自負責徐步高槍擊案的偵緝事務。2007年1月，李家超獲晉升為警務處高級助理處長，擔任刑事及保安處處長。
2010年3月，李家超獲委任為警務處副處長（管理），任內處理過偵緝人員流失率高等等問題，在任期間獲行政長官梁振英頒發香港警察榮譽獎章和香港警察卓越獎章。李家超任職副處長期間，經歷過由鄧竟成及曾偉雄擔任警務處處長，原定於2014年退休。2012年，李家超獲委任為保安局副局長，向警務處辭呈；惟由於通知期過短，李家超可能需要支付代通知金。此外，由於李家超在退休年齡前兩年離開警務處，故此他原定可以獲得的長俸將會減少約100萬港元。

### 保安局

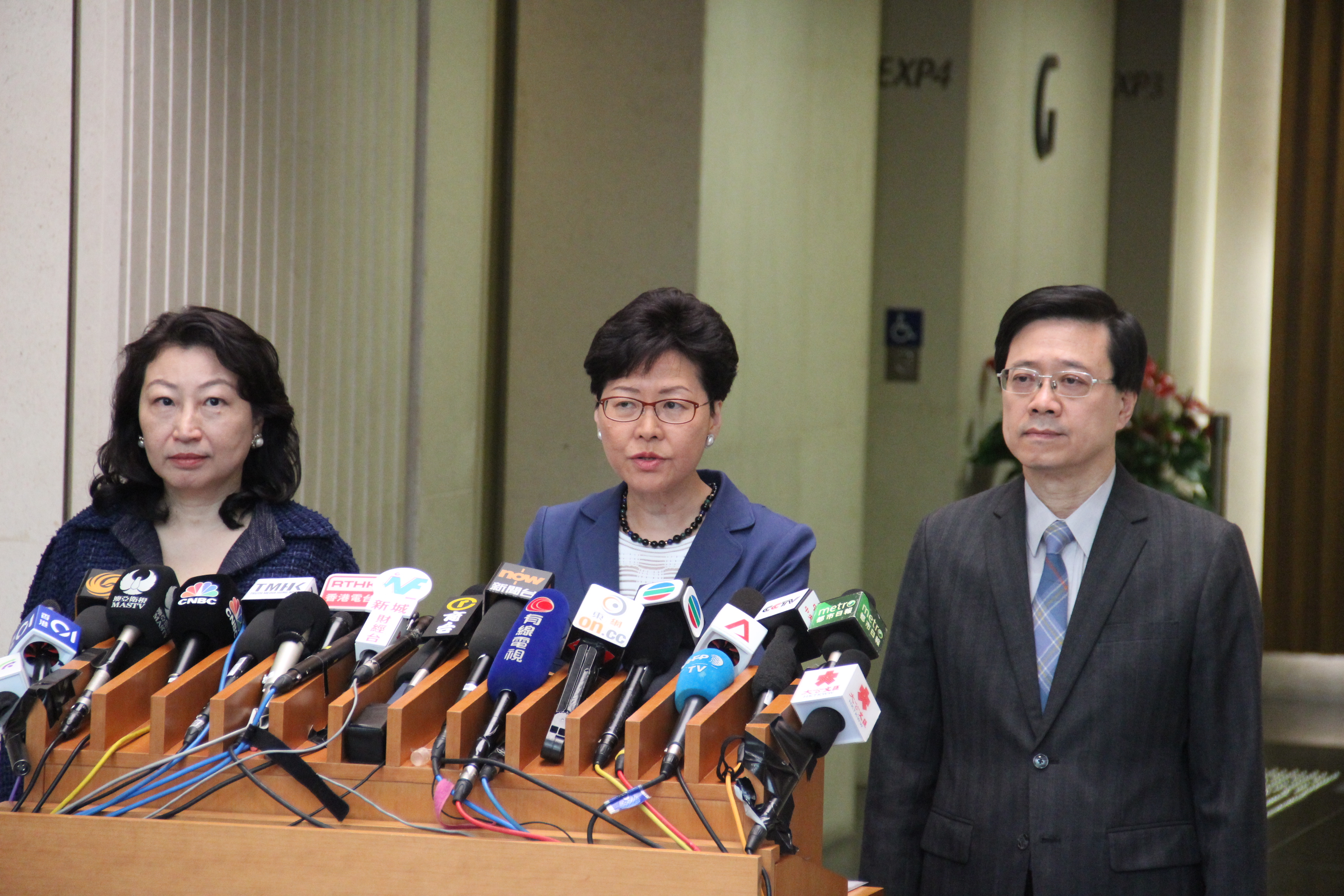
2019年6月10日，行政長官林鄭月娥（中）連同保安局局長李家超（右）及律政司司長鄭若驊（左）

2012年，李家超獲得保安局局長向聘任委員會推薦，於同年9月12日透過行政長官辦公室公布他獲得聘任委員會通過，同年10月1日履新，成為保安局副局長。同日，李家超向香港警務處提出辭呈，他將會於警務處服務至同年9月30日為止。李家超亦透過警察公共關係科表示，他對於獲委任為保安局副局長感到高興，他了解保安局需要處理政策制訂及資源運用等影響深遠的事宜，他相信以其個人經驗和跟各香港政府部門的良好協作基礎，他可以在新崗位上負責，期望日後在不同的崗位上繼續服務香港市民在任期間，他曾處理不少社會事件，其中反新界東北撥款示威一役，其處理手法備受爭議。
2014年6月，立法會正討論新界東北發展計劃前期撥款，示威者包圍立法會要求撤回，有傳媒聲稱混入示威群衆的警員涉叫囂煽動示威者衝擊立法會，事後戴回委任證，但未提供證據。李家超事後否認警員假扮示威者衝擊立法會，質疑指控嚴重，要求發放消息者提出真憑實據。一個月後，李家超表示確有派便衣警員在遊行中確保秩序，但強調不會「扮示威者」。該次示威中，警方清場時抬走採訪中的香港電台記者，當晚在場的立法會議員梁耀忠指清楚聽到記者高聲表明身份，惟警方不加理會，更指摘記者「企得太前」。李家超堅持警方無錯，並指記者沒佩戴記者證，警員不知其記者身份，被批「擘大眼講大話」。
2017年6月21日，李家超獲中華人民共和國國務院委任為保安局局長，成為主要問責官員，亦是香港歷史上首位警察出身的保安局局長。打破入境事務處壟斷傳統，回歸後6任保安局局長中，首4任均曾任入境處處長。2018年12月，李家超率團到新疆考察反恐設施，包括當地的反恐戰術訓練中心。考察結束後，李家超表示新疆的反恐經驗值得香港參考，並認為對當地狀況不滿的議員「不應偏聽偏信」。

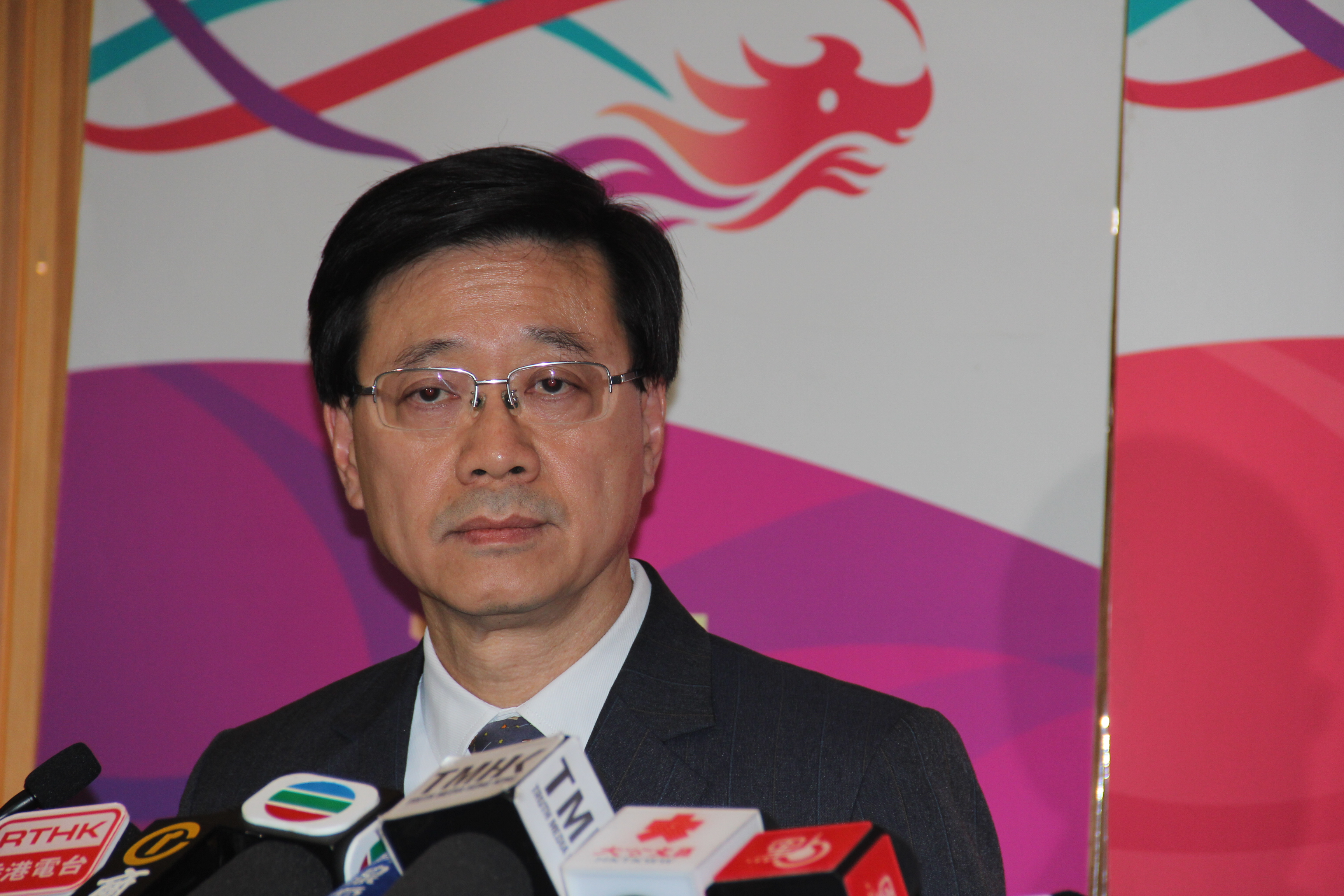
李家超於金鐘政府總部會見記者

在反修例運動期間，警方行動及拘捕方式備受爭議，在2019年8月12日會見傳媒時，李以外國警察作比較，指香港警察已相當克制；同時，他亦籲請外界勿在完成調查前作任何判斷，又指香港沒有警隊就無法維持治安，而就警方執法手段迴避傳媒提問；並指於8月11日，在尖沙咀警署外眼部受傷的女子是在承受沒有聽從警方指示的風險，強調警方使用的是最低武力。2019年11月，李家超在區議會選舉前接受中國中央電視台專訪，指出「總書記（習近平）已經說得很清楚，現在香港最緊迫的任務就是止暴制亂。而且總書記講的有關三個堅定支持，支持行政長官、支持警隊、支持我們司法機關」。
元朗於2019年7月21日發生白衣人無差別襲擊市民事件，警察被指應對速度反應緩慢及辦事不力，警方亦因而受抨擊。而李在同年11月6日出席立法會會議回應議員質詢時，稱警方當晚三次巡邏事發現場均沒有發現異樣，又指當晚報案人數太多，達2.4萬人，是平時的一百倍，才致警方應對緩慢。該說法被民主黨立法會議員林卓廷批評是推卸責任，指市民當晚不斷報警原因是警方不執法。李回應指當日大量警力調到港島區致人手不足。2019年9月7日，一名朱姓中六生自稱在港鐵大埔墟站被防暴警察以警棍打至頭破血流，事後患上創傷後遺症；2020年4月9日，在立法會財務委員會特別會議上，教育界葉建源指朱因該事件的後遺症而可能失去前途，要求警方負責，李搶先回應，強調只是朱單方面自稱發生的事，並指市民不應只經大氣電波作指控，而應該向警察投訴科提供證據，直指葉說法不負責任，民主派議員即不滿起哄。2020年5月20日，李家超出席立法會會議回應議員質詢，不少泛民主派議員就警隊各種問題進行質詢。其中就著懲處違規警員問題上，李指已對相關警員作出訓斥，並認為「訓斥」也是一種懲處，同時強調如要進行其他刑事行動會按既定機制處理。。
2020年5月24日，在全國人大宣布建議在港推行國家安全法之後，李透過保安局網頁發表網誌，指出極度關注自去年至今十多宗涉及爆炸品及危險品的案件，以及強調有跡象顯示香港亮起恐怖主義活動警號。李亦重申政府正密切審視情況，不排除會提升恐襲威脅的級別。而當提升至恐怖威脅級別時，警方可能要封鎖高風險地點、作高姿態巡邏、搜查隨身物品和在公眾地方作安全檢查，以「保障巿民及社會安全」，而有關舉動亦令被指濫權拘捕及濫用暴力的警方權力進一步加大。
2020年8月7日，美國財政部宣佈制裁11名損害香港自治的内地与香港官員，被制裁者包括行政长官林鄭月娥及時任保安局局長李家超等人。被執行制裁的人士除了其美國資產會被凍結外，在美國有營運的任何銀行亦可能凍結其資產。2021年1月6日，大量民主派人士因初選被捕，李家超回應指涉及初選被捕的民主派，屬涉嫌顛覆國家政權的活躍份子，形容他們涉嫌以歹毒計劃，圖謀癱瘓特區政府，認為警方當日的行動是必要及必須，並批評他們以所謂「35+」以及「攬炒十步曲」計劃癱瘓政府。

### 政務司司長
2021年6月23日，根据行政长官林郑月娥的提名和建议，中华人民共和国国务院印发《关于香港特别行政区政府李家超等4人职务任免的通知》（国人字〔2021〕159号），任命李家超為香港特別行政區政務司司長，成為香港歷史上首位警察出身的政務司司長。主權移交後的政務司司長一職，多由政務主任（AO）出身者擔任。有評論認為是「武官治港」，但劉兆佳認為武官進入問責團隊後便會有文人所為；而事實上在英屬香港時期早已屢有出自警界或英軍的布政司/輔政司及總督的先例，如霍德、梅含理、威廉·堅、史美、史釗域等等。
2021年6月28日至7月1日，行政長官林鄭月娥率領多名官員赴京出席慶祝中國共產黨成立100周年大會，期間由政務司司長李家超署理職務。
2021年7月6日，李家超獲委任為候選人資格審查委員會首任主席；官守成員包括鄧炳強、曾國衛、徐英偉，非官守成員包括劉遵義、范徐麗泰、梁愛詩。

### 行政長官生涯

#### 參選

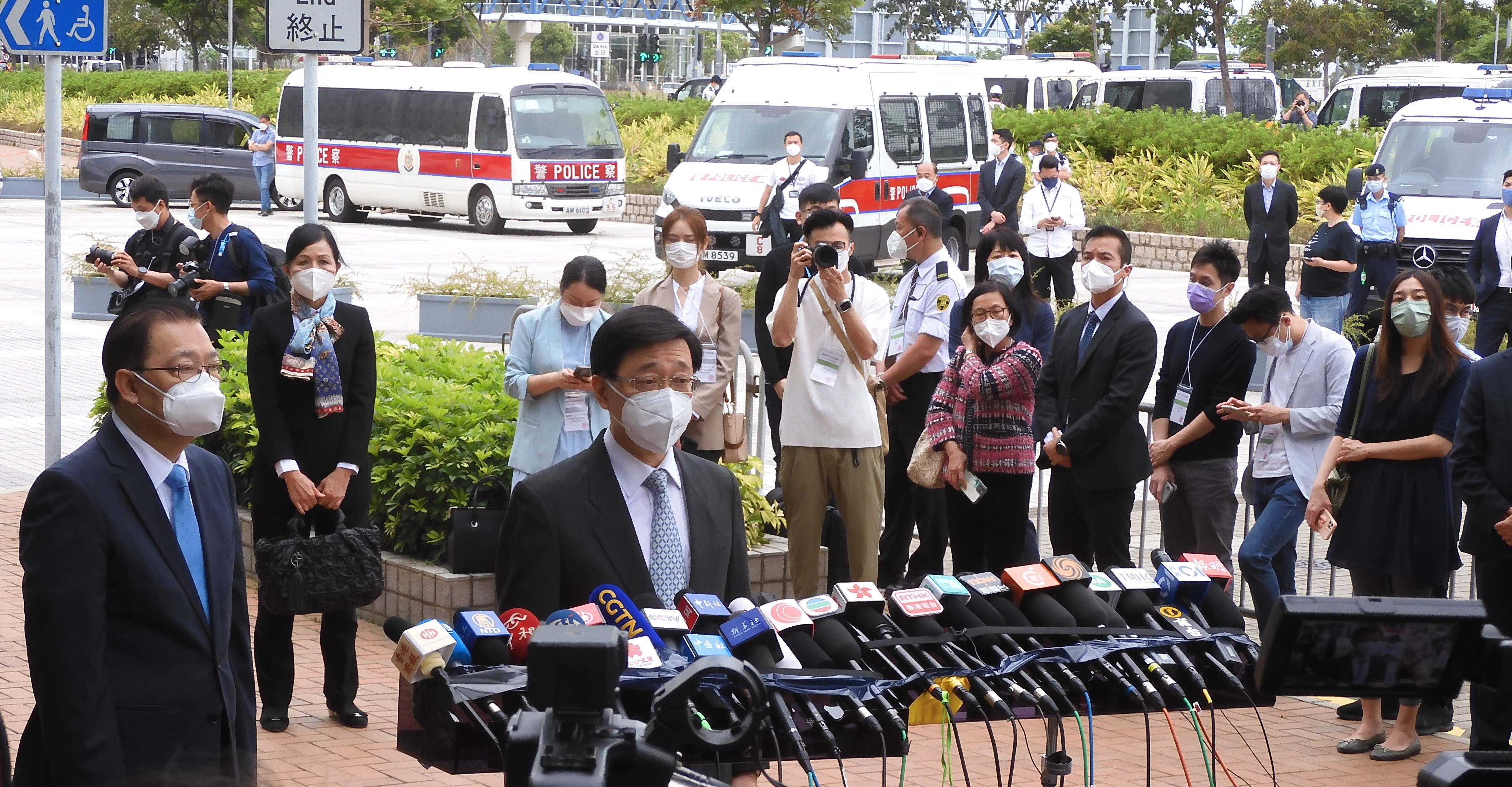
4月13日，香港前政务司司长李家超报名参与新一届特首选举

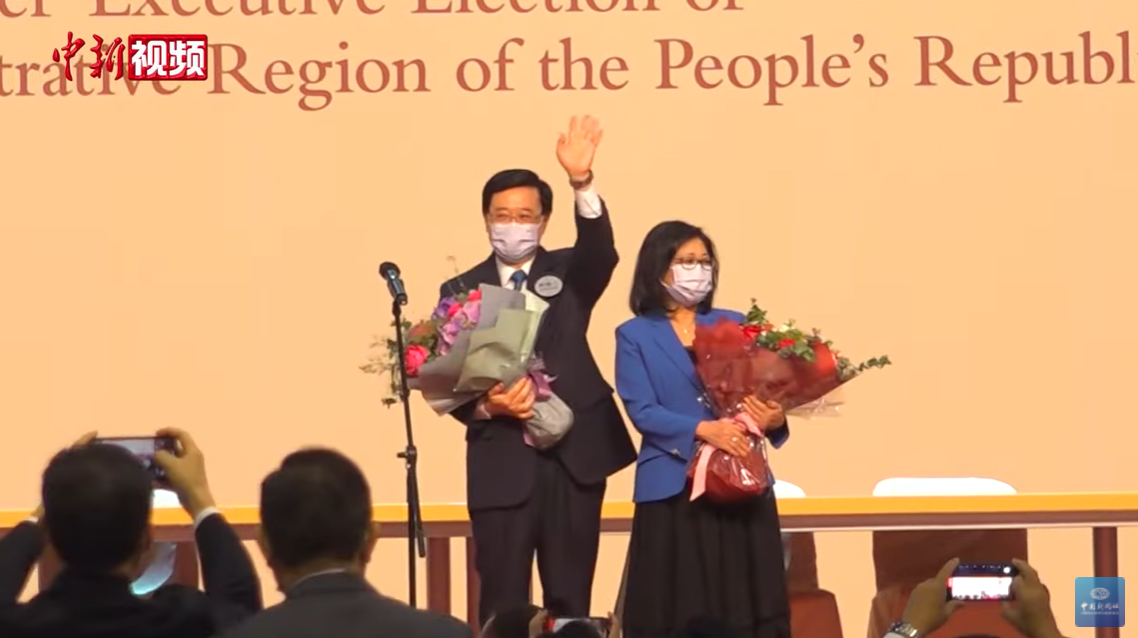
5月8日，李家超当选香港特别行政区第六任行政长官，得票率為超過99%，創下歷史新高，當選一刻太太林麗嬋現身支持

2022年4月3日，有媒體披露李家超將參加香港行政長官選舉。
2022年4月6日，香港中聯辦約見選委。有選委在會見後向媒體表示，李家超是中央唯一支持的候選人。同日李家超請辭政務司司長，即時休假。4月7日，李家超獲得國務院批准並免去政務司司長職務。4月9日李家超宣布參選。4月18日，媒體確認，李家超成為香港特首唯一候選人。前立法會議員、浸會大學政治及國際關係學系副教授陳家洛評論，李家超成為特首唯一候选人，标志着香港正邁向威权统治、變成列宁式集中制。
李家超的個人競選YouTube頻道遭停用，其競選辦公室於短片平台YouTube開設的頻道「Johnlee2022」遭停用，競選辦主任在2022年4月20日表示，在正常運作超過半個月後，20日早上收到了美国互联网巨商Google母公司Alphabet发出的通知，稱其竞选团队的YouTube账户因为违反了美国的制裁令被停止服務，但未提供進一步信息。國際媒體紛紛報導李家超被停止服務事件，認爲此舉標志美國科技巨頭受到美國政府影響，介入國際政治事務。而同為美國科技公司Meta旗下的Facebook及Instagram等社交媒體則可繼續使用，惟未能使用任何付費服務。李家超因早前遭美國制裁，未能使用銀行服務，故需要以現金形式接受捐款，單據顯示李家超用上9,880元購買三部點鈔機，以及用4900元購買夾萬。
李家超在街頭為2022年特首選舉宣傳期間，帶領競選團隊成員走到一間掛上「光榮結業」及「清貨」字樣的商店面前寒暄：「生意好呀！」。其此舉被質疑落區進行宣傳等工作祇是在「演戲」，簡單馬虎「做騷」。店鋪老闆事後表示「無反感，冀新特首勿阿茂整餅」。
李家超的Facebook於4月13、17和18日，分別發布香港乒乓女隊主教練李靜、立法會議員林智遠及運動員出身的藝人方力申言論的選舉廣告。不過根據指引，候選人須事先取得3人的書面同意，並在發布廣告後一個工作天內，提供廣告文本及同意書等文化供公眾查閱。因而被指違反選管會指引。競選辦到4月21日下午才上載3人的支持同意書至選舉事務處中央平台。

#### 任內

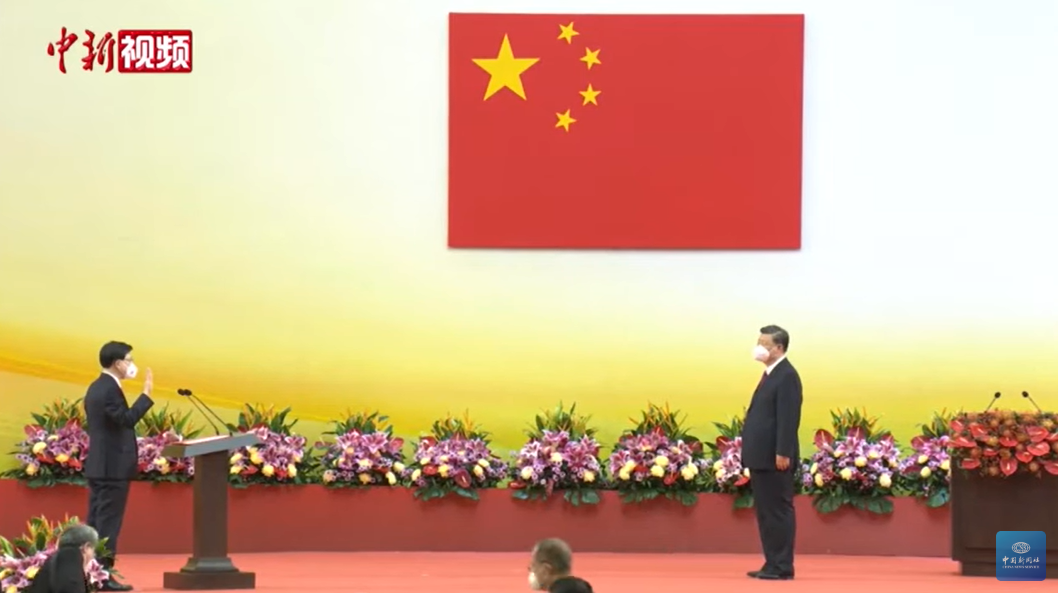
2022年7月1日，候任行政長官李家超首先宣誓就職，由中共總書記習近平監誓

2022年5月20日，中國國務院總理李克強簽署第754号國務院令，任命李家超為第六任香港行政長官。同年5月30日，李家超在北京中南海接受李克強頒授任命狀，正式獲任命為香港第六任行政長官。2022年7月1日正式宣誓就職，由中共中央總書記習近平監誓。
在經濟方面，李家超指港府將促進經濟持續多元發展、擴闊全球網絡，全力發揮香港超級聯繫人和超級增值人的角色。2023年12月7日，在行政長官李家超及沙特阿拉伯投資大臣Khalid Al-Falih見證下，投資推廣署和沙特阿拉伯投資部簽署合作諒解備忘錄，共同促進兩地在投資推廣的交流及合作關係。李家超表示，香港和沙特阿拉伯簽署的備忘錄，標誌兩地在投資推廣交流方面的新里程。2024年1月25日，李家超在立法會行政長官互動交流答問會提出本年度特區政府將投入開展「盛事經濟」以帶動多產業經濟發展。財政司司長陳茂波表示，特區政府正多管齊下支持本地消費行業。特區政府2024年全年舉辦的盛事活動超過200項，估計將吸引170萬名旅客參與，可望帶動約72億元的消費需求。但同時「盛事經濟」政策也被民眾質疑其成效，美斯缺陣香港表演賽一事也引發爭議。2024年，《施政報告》提出調整「新資本投資者入境計劃」，容許投資5000萬元或以上的住宅物業，政策提出後政府接獲逾5000宗查詢及逾500宗申請，料可為香港帶來逾150億元投資額。2023年6月21日，他出席行政會議前見記者公佈七一回歸紀念日當日會有多項優惠。

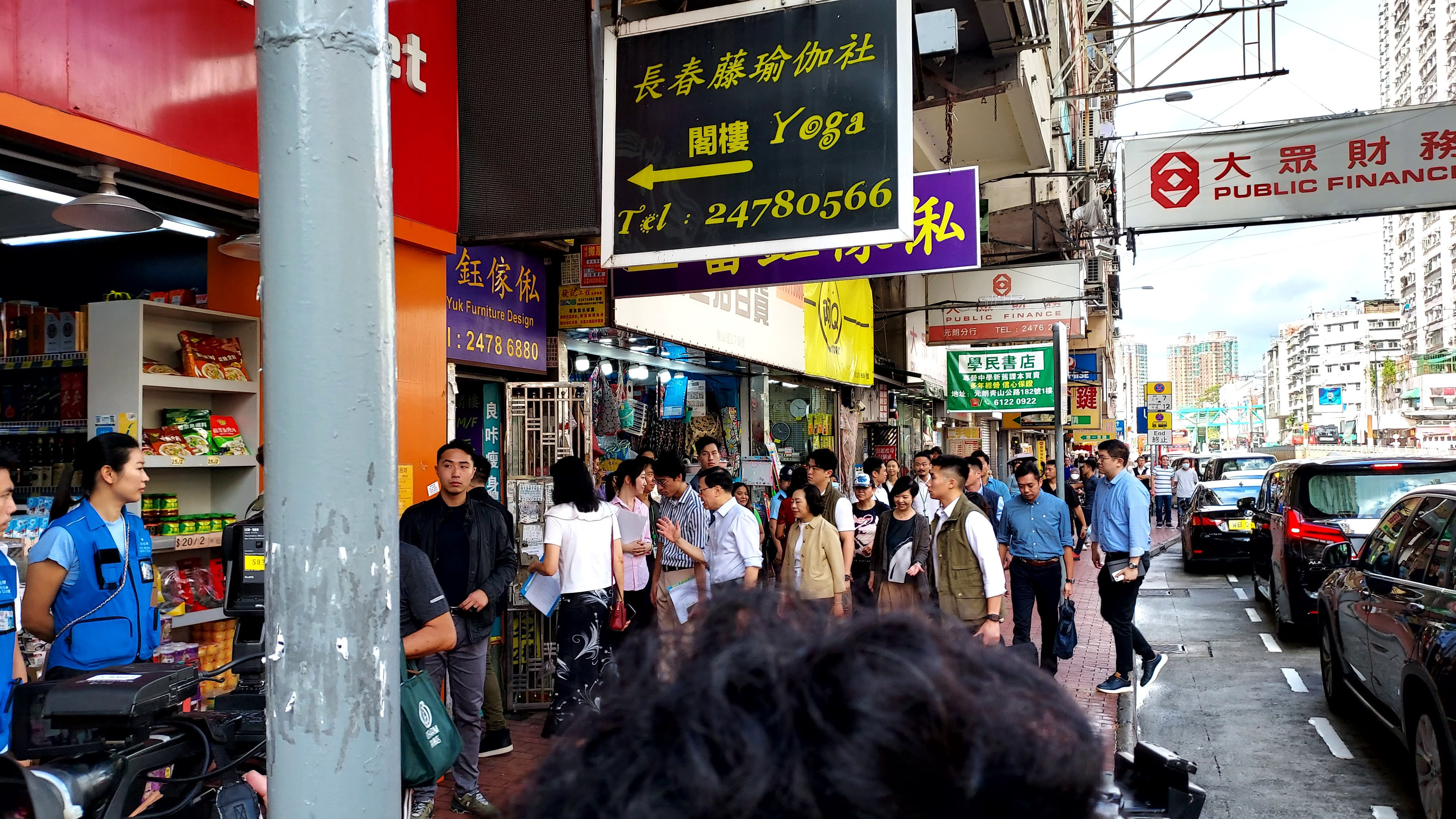
李家超於2023年9月17日到訪元朗區與當區居民會面和交流，探訪一個居住在劏房的基層家庭

在社會政策方面，李家超於2023年宣讀新的一份《施政報告》時，宣佈新生兒可獲得2萬港元的生育鼓勵金，為期3年，以挽救香港生育率不斷下跌的趨勢。香港政府又於2022年在全港18區成立「關愛隊」，以支援政府地區工作和加強地區網絡。南區及荃灣區關愛隊於2023年4月至5月率先成立，同年10月全港18區全部設立關愛隊，但遭到批評「關愛隊」角色不清晰、不切實際、富有政治色彩以及財政不透明。李家超領導的港府增加撥款成立「婦女自強基金」，在民政及青年事務局下專設婦女事務組，專責推動相關工作；同時透過關愛基金推出「贍養費調解試行計劃」，協助與事雙方包括遭拖欠贍養費的婦女，以調解方式解決爭議。就解決劏房問題，李家超提出立法方式制訂住宅樓宇分間單位的出租制度，並將合標單位命名為「簡樸房」，「簡樸房」最低標準訂為不少於8平方米，而且必須有窗以及獨立廁所，其後如業主將不合標準的單位出租即屬違法，相關單位會被取締。

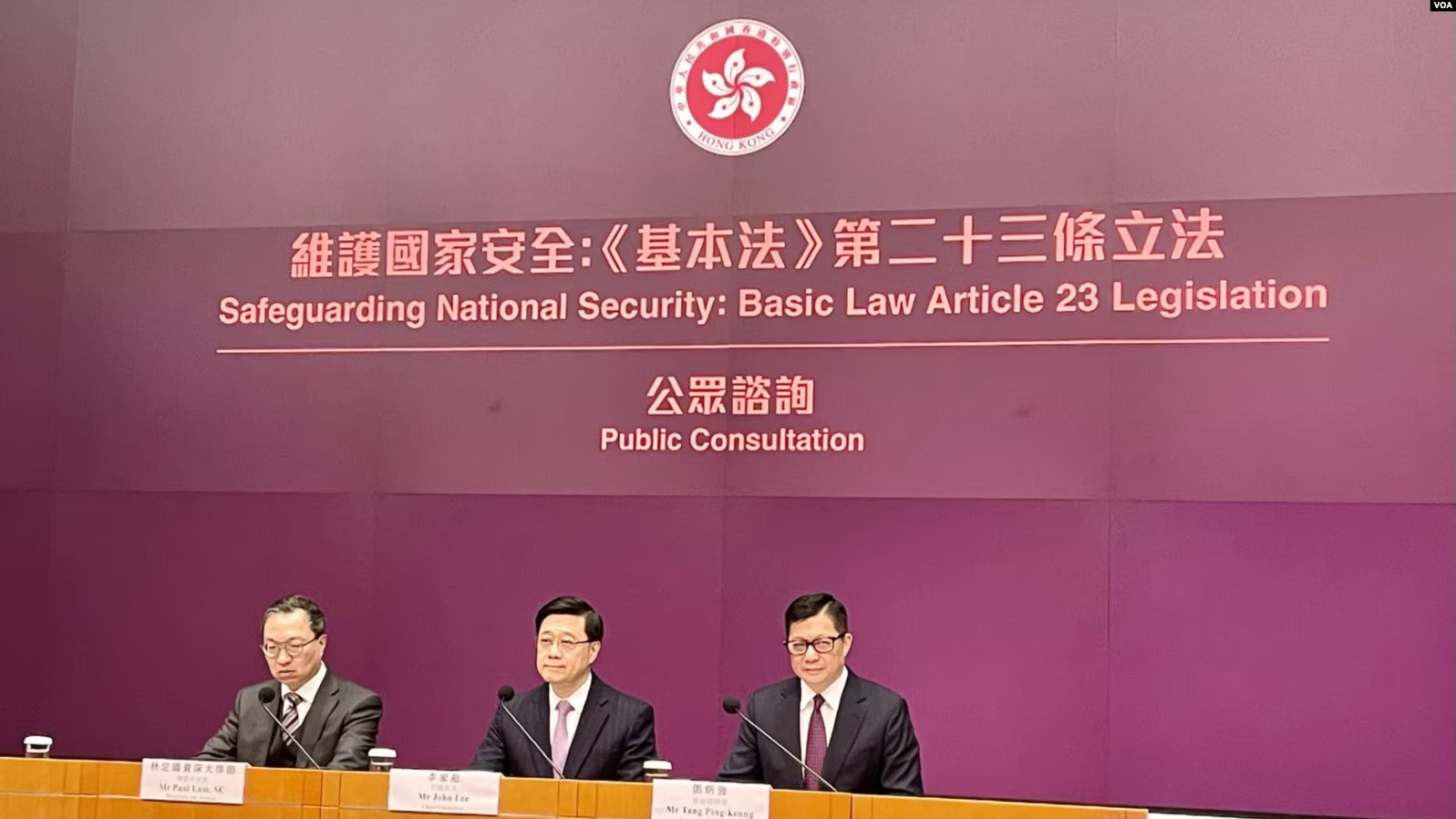
李家超（中）連同律政司司長林定國（左）及保安局局長鄧炳強在2024年1月31日召開記者會，宣布展開為期29日的《基本法》23條立法公眾諮詢

在政治方面，特區政府於2023年5月公布「完善地區治理建議」方案，港府指這是為了「重塑區議會及強化地區治理架構」，但上述政策被認為大幅削弱區議會的民選成分和職能。第七屆區議會選舉於12月10日舉行，區議員於2024年1月1日宣誓就職，此次選舉有近119萬名登記選民投票，惟該次選舉的投票率是自1997年香港主權移交以來最低的。李家超在選舉結束後表示「這是一場高質量的選舉，整體達至公平、公正、廉潔、安全、有序的目標，充分展現優良選舉文化，完善地區治理，落實愛國者治港原則」。2023年12月18日，李家超在北京述職時，親自向中共中央總書記習近平匯報，表示將於2024年完成《香港基本法23條》的立法工作；後於2024年3月22日，李家超根據《香港基本法》第四十八條第三款之規定，簽署香港第七屆立法會全票通過的《維護國家安全條例》，並於翌日刊登憲報生效，至此完成《香港基本法23條》的立法工作；該法案在2003年曾經因大規模抗議下被擱置，而本次通過的《維護國家安全條例》被批評其罪行定義涵蓋廣泛且定義模糊，全球多國政府及聯合國等國際組織對於法案通過表示關切以及擔憂。《大公報》刊登李家超的訪問，形容《港區國安法》實施後「國家安全風險仍然存在，有反中亂港分子轉用各種手段破壞」，稱他們「包裝成很有道理，但實際上是挑撥及擴大矛盾，下一步就是會危害到國家安全」。他又指「不犯法不代表不破壞國安」，重申反修例運動是「香港永遠的警號」，他亦表示建設力量一定能夠與破壞力量對抗，如「天使與魔鬼永遠都是對抗一樣」，政府一定有辦法對付。2024年5月8日，香港高等法院在港府上訴後批出臨時禁制令，禁止傳播歌曲《願榮光歸香港》，李家超之後在社交平台表示「禁制令的頒布有效維護國家安全及國歌的尊嚴，亦可更明確地令市民明白有關行為是違法的」。

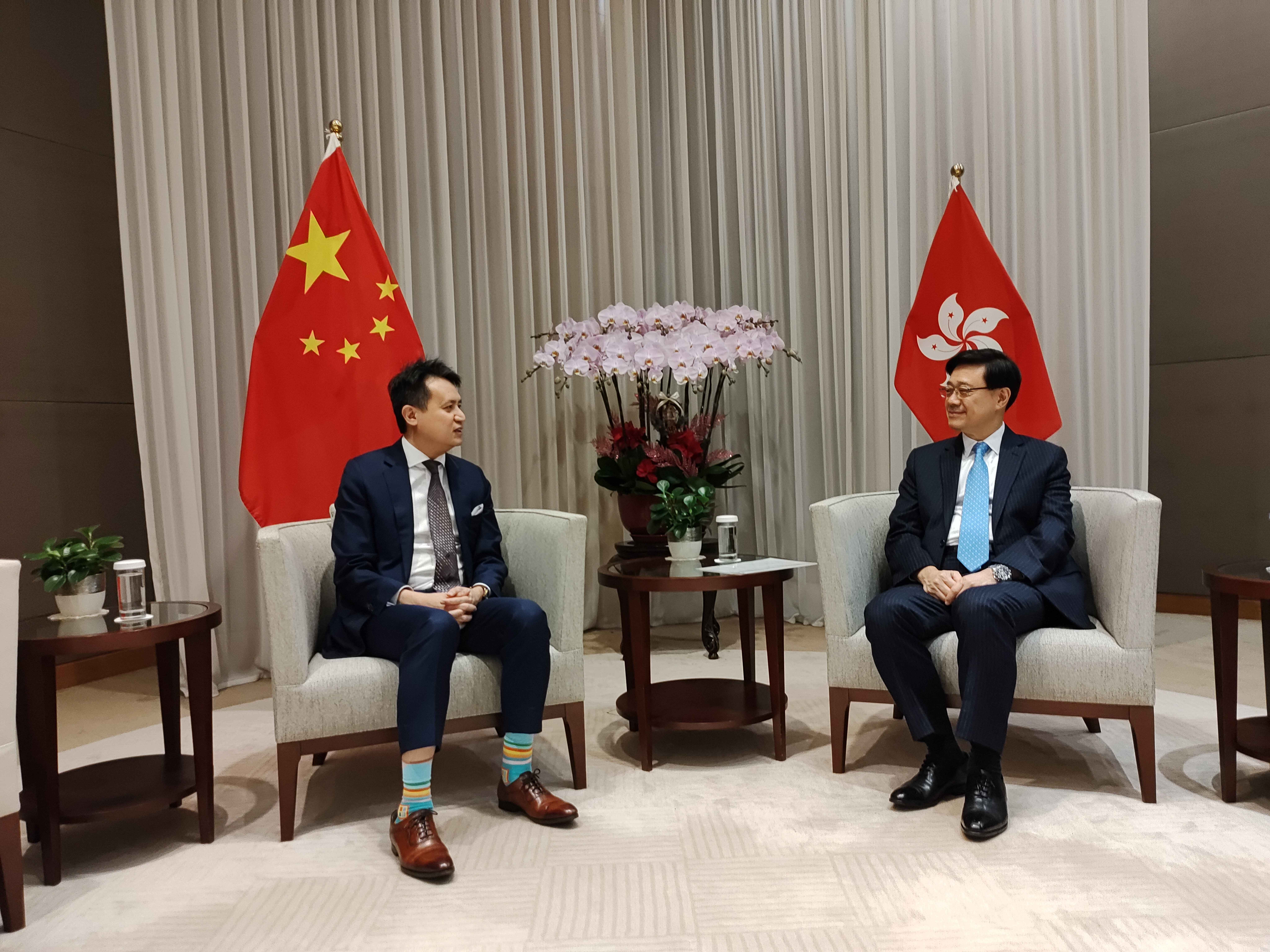
聯合國世界智慧財產權組織總幹事鄧鴻森於2023年12月7日與李家超會面

在國際和外交方面，2023年11月4日，行政長官李家超重申因日程事宜，遂委派財政司司長陳茂波代為出席2023年美國APEC峰會，李家超否認受到美國制裁影響而未獲邀請，強調過往也有行政長官因為其他理由未能出席APEC會議的先例。2024年5月29日，泰國總理賽塔·塔維辛以及多名泰國官員訪港期間與李家超會面，李家超指港泰兩地人文交流密切，同時感謝泰國支持香港加入《區域全面經濟伙伴關係協定》。7月26日，李家超與烏克蘭外交部長德米特羅·庫列巴進行會面，庫列巴在會議中敦促港府阻止俄羅斯利用香港繞過全球各國對其進行的制裁。港府發言人之後表示將會「實施並嚴格執行」聯合國安理會對俄羅斯的制裁措施。8月，李家超率團訪問東盟三國（包括老撾、柬埔寨及越南），出席了超過30場活動、簽署55份協議及合作備忘錄、參觀了多間企業及「一帶一路」項目，李家超表示3國明確支持香港加入《區域全面經濟伙伴關係協定》。9月，美國眾議院通過《香港經濟貿易辦事處認證法案》，李家超表示「強烈譴責美國眾議院透過所謂『香港經濟貿易辦事處認證法案』詆毀香港國安法、抹黑香港人權狀況，純屬出於政治目的」。2023年6月15日，欧洲议会以483票贊成、9票反對、42票棄權，大比數贊成通過無約束力決議，呼籲歐盟理事會制裁李家超等參與侵害香港人權的中港官員，特首辦發言人則批評「歐洲政客為政治目的和利益，抹黑香港國安法，抹黑和歪曲香港的實際情況」。2025年5月，李家超帶領香港與內地企業訪問卡塔爾及科威特，促成59份合作備忘協議，充分發揮香港「超級聯繫人」和「超級增值人」的角色。2025年6月李家超接受報章訪問時表示，香港的成功基因乃其開放性、零關稅和自由港地位，而這些亦正正是香港能成為全球貿易中心的原因，他會無懼地緣不穩定因素，繼續奉行該等信念和政策。

## 評價

### 支持
全國僑聯副主席盧文端表示李家超是特首合適人選，又指「澳門模式」，即是仿效澳門行政長官賀一誠成為唯一取得足夠選舉委員會提名的有意參選人，是最適合香港形勢。
香港01報道李家超學生時代，借九龍華仁校刊“見證四眼仔變時髦青年”。

### 反對
《香港01》在2019年6月反修例運動爆發初期，曾發表評論文章指出「有一種災難叫李家超」，批評李家超毫無政治智慧、屢屢失言，未能汲取教訓、學懂為官之道，要求他問責下台。同年9月，香港01再發表評論文章認為林鄭政府需要重組班子，指出時任保安局局長李家超處事惡劣，應該問責下台。

## 爭議

### 鄭松泰喪失五年立法會選舉議席
2021年8月26日，同日港府宣布，熱血公民鄭松泰失去議席後，無法通過選委會資格審查，不但無法成為選舉委員會當然委員議席，更因此而即鄭松泰不再連任第7屆立法會換屆選舉的議員資格。主席梁君彥表示，收到政務司司長李家超來信，資審會已判定鄭松泰登記成為當然選委無效，由於鄭松泰被認定不符合《基本法》和效忠特區的法定要求和條件，根據去年11月底的人大決定通過後，鄭松泰已於今日由下午開始起即時喪失議員議席的資格並即日起暫時無支符薪金津貼等。
同日，港府人事變動宣布關係，香港立法會主席梁君彥先生報告後又表示，資審會候選人主席兼政務司司長李家超來信通知后，選舉管理委員會等2名當然委員又認為，熱血公民香港立法會鄭松泰議員被裁定不符合擁護香港基本法之效忠中華人民共和國香港特別行政區的身份後，宣佈其登記選民投票資格無效之後，政府就隨即刊憲公佈後，並同時即日生效後開始被免去喪失5年立法會議員被取消資格鄭松泰的職務，即時喪失立法會議員議席的資格。

### 發言及理解能力受質疑
李家超在2022年5月6日的造势大会上展示“我和我们、同开新篇”的竞选标语，惟其英文翻译为“We and Us, A New Chapter Together”，被指是明显文法错误，但其本人回应称“其競選團隊曾多次討論此字句的翻譯問題，但最後認為傳意更重要，不應直譯”，认为这个翻译方法可以“表達的是一種大家一起無分你我的意思”。另有社交媒体戏谑此口号实为“We and U.S.”，即“我们与美国（United States）”。
他又在5月8日當選第六任行政長官後見記者時，指市民的支持顯示「明白大家是多麼深愛香港此個國家」，引起嘩然。也有观点指出李说的是「香港这一个家」，因发音问题被误解。
李家超的學歷以至語文能力備受外界質疑。在當選行政長官前後的數次記者會場合，李多次未能理解記者以英語提出之提問，並表示可能收音差而聽不清楚。而中文方面，當李被問及會如何捍衛言論自由時，他多次回覆中均表示市民已經享有言論自由；因此被外界引申其語文水平低至不能理解「捍衛」二字意思。

### 違反選舉程序規例
李家超於2022年4月中舉行的第六屆行政長官選舉期間，三度疑未有根據《選舉程序（行政長官選舉）規例》（香港法例第541J章）中的規定，於發布選舉廣告後的1個工作天內，向選舉管理委員會呈交有關選舉廣告的3份支持同意書副本以供公眾查閱；而根據《規例》，任何人如沒有遵守相關規定即屬犯罪，可被判處罰款港幣5,000元及監禁6個月。
李家超其後於2022年6月7日透過律師向高等法院原訟庭申請要求豁免其未有遵守有關規例的刑罰，包括豁免罰款或監禁等刑罰及訟費。而根據《規例》的第88條第（2）款，如法庭在考慮有關申請後，信納有關違反選舉廣告規定的事宜是基於粗心大意或意外地計算錯誤或任何合理的因由，而非因不真誠所致且相信如此豁除該作為是公正的，法庭則可作出相關的寬免命令。

### 妻子及兩子持英國籍
李家超當年獲委任為保安局副局長時申請放棄英國國籍，但有傳媒報道，李家超的妻子及兩名兒子亦持有英國籍，並沒放棄過。香港末代總督彭定康，2022年6月20日發表新書《香港日記》，表示現在的香港令人心碎，批評北京當局全面違反了《中英聯合聲明》中，對香港高度自治的承諾。並表示，「這非常令人心碎，當你看到這些人發生了什麼事，鼓勵（李家超）妻子和孩子保留他們的英國護照。」

## 個人生活及形象

### 公眾形象
在擔任香港特首一職前，李家超是香港第一位警察出身的保安局局長，在其任保安局局長時因對反修例運動的示威者進行暴力鎮壓而遭受批評。由於其姓名發音似國際知名的寶可夢系列明星角色「皮卡丘」，因此其常被民眾及示威者以皮卡丘形象諷刺。台灣《天下雜誌》換日線 Crossing刊登文章指，李家超的鷹派作風在處理反修例示威期間得到了體現；其提出的「示威者不去現場就不會有事，去示威就需要面對中槍的風險」之言論也演變成網路迷因；《香港01》評論批評李家超在回應質疑時表現拙劣，企圖對警察過失文過飾非，指他「既無政治智慧，亦有如抱薪救火」。香港民意研究所的調查顯示，李家超的支持淨值在2019年1月至12月期間下降近55.6%，其評分已降至−50.5%，是眾官員之中跌幅最多的；親建制的民調機構香港研究協會進行的調查也顯示李家超的評分在在2019年年末剩下1.72分，是該年度評分最低的官員。
在李家超當選特首後，其實務能力也引起不少人疑慮。他的參選政綱被批評空洞；在公共場合應對記者提問時，經常失言，表現不盡人意，《聯合報》認為李家超的當選「在政治訊息上是落實北京中央的『武官治港』方針」。自由亞洲電台稱「連最基本的領導人履歷，香港也望塵莫及」。在選舉期間，李家超提出的選舉口號被指英語文法錯誤，《亞洲週刊》質疑「香港自詡為亞洲國際大都會，但英文水平不斷尋底，而李家超作為未來特首，為何要動手拆香港的招牌？」。立法會議員狄志遠認為李家超的公眾形象比較硬朗、較多處理國安問題，但指出特首還需要解決其他民生問題。李家超也有開通包括Facebook、Instagram及微博在內的多個社交媒體帳號，並且線上分享日常工作和生活點滴，其中李家超的微博帳號粉絲數量在2024年11月突破500萬。香港民意研究所的民調指，截至2024年7月，李家超的評分為50.5分，民望淨值為正21%，較5月份數字輕微上升1%。

### 家庭和國籍
李家超因服務於皇家香港警察而成為英國公民，為調任保安局而於2012年8月放棄英國國籍。而其妻子林麗嬋及兩名兒子亦被指持有英國國籍。《明報》曾向政務司司長辦公室查詢李家超的這個情況是否違反中共中央倡導的「愛國者治港」原則，但未獲回應。
李家超於1980年與妻子林麗嬋結婚，兩人於中學聯誼舞會認識，育有李文龍和李文駿兩子。長子李文龍於父母結婚前約兩年出生。1990年6月，李家超獲12歲的李文龍提名，入選「十大現代父親新形象選舉」。次子李文駿比胞兄年輕約6年，兩兄弟均於九龍華仁書院及香港大學畢業。李文龍在香港大學取得金融系學士學位後，在香港中文大學及法國欧洲工商管理学院獲得企業經濟碩士及工商管理碩士學位，並持有特許金融分析師和准壽險管理師資格。畢業後曾在花旗銀行、美國銀行、博斯公司、富國銀行等機構任職，2014年8月加入恒生銀行成為策略及企業發展總監，2018年兼任行政總裁辦公室主任，並成為董事會執行委員會成員。李文駿在香港大學取得計算機科學及資訊系統學位後，曾經在資訊科技公司任職，之後亦投身銀行界，先後在中國銀行、匯豐銀行、交通銀行任職資訊系統審計的經理級職位。2018年起夥拍港區全國政協委員李勝堆在東莞開設私立幼兒園。

## 榮譽

### 頭銜
- 李家超先生，P.M.S.M.（2000年7月1日－2008年6月30日）
- 李家超先生，P.D.S.M.，P.M.S.M.（2008年7月1日－2012年10月25日）
- 李家超先生，P.D.S.M.，P.M.S.M.，J.P.（2012年10月26日－2017年6月30日）[163]
- 李家超議員，S.B.S，P.D.S.M.，P.M.S.M.，J.P.（2017年7月1日－2022年4月6日）
- 李家超先生，S.B.S，P.D.S.M.，P.M.S.M（2022年4月7日－2022年6月30日）
- 行政長官李家超先生，S.B.S，P.D.S.M.，P.M.S.M.（2022年7月1日－2022年7月26日）
- 行政長官李家超先生，大紫荊勳賢，S.B.S，P.D.S.M.，P.M.S.M.（2022年7月27日－）

### 殊勳
- 大紫荊勳章（2022年7月27日）
- 銀紫荊星章（2002年7月1日）
- 官守太平紳士（2012年10月26日－2022年4月6日；任職保安局副局長、局長及政務司司長期間）

### 紀律部隊嘉許
- 殖民地警察長期服務獎章[164]
- 香港警察長期服務獎章
  - 加敘第一勳扣（2002年8月15日）[165]
  - 加敘第二勳扣（2007年8月15日）[166]
  - 加敘第三勳扣（2010年8月15日）[167]
- 香港警察榮譽獎章（2000年7月1日）
- 香港警察卓越獎章（2008年7月1日）

## 影視媒體形象
- 《粵劇特朗普》：由風水師兼粵劇編劇家李居明創作的粵劇作品，由新劍郎飾演李家超。

## 外部連結
- 李家超於香港政府網頁的介紹 （页面存档备份，存于）
- 李家超的Facebook專頁
- 李家超的Facebook專頁（已停止更新）
- 李家超的Instagram帳戶
- 李家超的新浪微博
- 香港特別行政區第六屆政府

| 官衔              | 官衔                                             | 官衔            |
| ----------------- | ------------------------------------------------ | --------------- |
| 前任者： 林鄭月娥 | 香港行政長官 · 2022年7月1日－2027年6月30日       | 現任            |
| 前任者： 張建宗   | 政務司司長 2021年6月25日－2022年4月7日           | 繼任者： 陳國基 |
| 前任者： 黎棟國   | 保安局局長 2017年7月1日－2021年6月25日           | 繼任者： 鄧炳強 |
| 前任者： 黎棟國   | 保安局副局長 2012年10月1日－2017年6月30日        | 繼任： 區志光   |
| 政府职务          |                                                  |                 |
| 前任者： 任達榮   | 警務處副處長（管理） 2010年3月8日－2012年10月1日 | 繼任者： 馬維騄 |